# Pierre Hantaï
Pour les articles homonymes, voir Hantai.
Pierre Hantaï, né à Paris le 28 février 1964, est un claveciniste et chef d'orchestre français.

## Biographie
Fils du peintre Simon Hantaï, il découvre la musique de Johann Sebastian Bach à l'âge de dix ans et les enregistrements de Gustav Leonhardt à l'âge de onze ans. Il commence l'apprentissage du clavecin dès l'âge de onze ans en autodidacte avant de rencontrer son premier professeur, le claveciniste américain Arthur Haas,. Il poursuit ses études à Amsterdam durant deux années avec Gustav Leonhardt. En 1983, il remporte le deuxième prix au Concours international du Festival de musique ancienne de Bruges.
Parmi ses disques les plus connus sont ses deux enregistrements des Variations Goldberg (1993, 2003) et sa « non-intégrale » des sonates de Domenico Scarlatti. À la suite d'un premier enregistrement pour Astrée en 1993, il enregistre six disques des recitals de Scarlatti pour le label Mirare entre 2002 et 2019. Sa discographie comprend un enregistrement du premier livre du Clavier bien tempéré, trois enregistrements consacrés aux toccates et suites de Bach et des albums de Frescobaldi et Couperin.
En tant que soliste, il est reconnu internationalement et joue aux festivals comme La Roque d'Anthéron, La Folle Journée de Nantes, Festival Oude Muziek Utrecht, le Boston Early Music Festival, à Carnegie Hall, à la Fundação Calouste Gulbenkian, et à Hakuju Hall à Tokyo.
En 1985, il fonde son propre ensemble, le Concert Français, qu'il dirige du clavecin ou de l'estrade. Il se produit en compagnie de ses deux frères, Marc et Jérôme, au sein du Trio Hantaï. En 1991, il participe avec son frère Jérôme à l'enregistrement de la bande-son du film Tous les matins du monde. Il a joué dans La Petite Bande sous la direction de Sigiswald Kuijken et continue à jouer avec Jordi Savall, Amandine Beyer, Hugo Reyne et Maude Gratton. Il a collaboré avec plusieurs chefs-d'orchestre, dont Philippe Herreweghe et Marc Minkowski.

## Enseignement
Pierre Hantaï n’a jamais eu de poste permanent dans un conservatoire. Dans les années 1990, il donne des cours particuliers. Ses élèves, dont Bertrand Cuiller et Maude Gratton, poursuivaient leurs études au Conservatoire national supérieur de musique de Paris avec Christophe Rousset et Olivier Baumont. En 2000, pendant une année sabbatique, Hantaï remplace Christophe Rousset qui y enseigne à l’époque le clavecin. À la fin de l’année, il est censé lui succéder, mais lors du concours de recrutement, c'est Olivier Baumont qui obtient le poste. Un « coup de théâtre » qui déstabilise la classe de clavecin, selon un étudiant.
Depuis 2001, il se limite à donner des classes de maître dans diverses institutions telles que la Villa Médicis, la Fondation Royaumont, l'Académie de Villecroze ou encore l'Accademia Europea Villa Bossi, bien qu'il ait toutefois pris sous son aile la claveciniste Lillian Gordis.

## Discographie

### Solo
- 1990 : Giles Farnaby: Farnaby's Dreame, Accord
- 1990 : Wolfgang Amadeus Mozart: Concerti per cembalo ; Sonatas ; Menuets, Opus 111
- 1993 : Domenico Scarlatti: 22 sonates, Astrée
- 1993 : Bach: Goldberg Variationen, Opus 111
- 1994 : Bach: Concertos pour clavecin, Le Concert Français, Astrée
- 1995 : John Bull: Doctor Bull's Good Night, Astrée
- 1997 : Girolamo Frescobaldi: Partite et Toccate, Astrée
- 1997 : Bach: Fantaisie chromatique et fugue - toccates, Virgin Veritas
- 1999 : Bach: Œuvres pour clavecin, Virgin Veritas
- 2002 : Scarlatti 1, Ambroisie
- 2002 : Scarlatti 2, Mirare
- 2003 : Bach: Le Clavier bien tempéré, Premier livre, Mirare
- 2004 : Bach: Variations Goldberg, Mirare
- 2006 : Scarlatti 3, Mirare
- 2008 : François Couperin: Pièces de clavecin, Mirare
- 2012 : Jean-Philippe Rameau: Symphonies à deux clavecins, Mirare
- 2014 : Bach: Suites anglaises no 2 et 6 ; Concerto italien, Mirare
- 2014 : Magnificat et Concerti : A. Vivaldi, J.S. Bach, Jordi Savall & La Capella Reial de Catalunya, Alia Vox
- 2014 : Bach: Concertos for Two Harpsichords, with Aapo Häkkinen, Helsinki Baroque Orchestra, Aeolus
- 2016 : Scarlatti 4, Mirare
- 2017 : Scarlatti 5, Mirare,  mention « Choc de Classica »
- 2019 : Scarlatti 6, Mirare

### Musique de chambre, orchestre
- 1991: Christmas Concerto, Sonatas after Concerti Grossi op. VI / Le Concert Français, Opus 111
- 1992 : Maskes & Fantazies / Le Concert Français. Naïve
- 1997 : Marin Marais: Pièces de viole / Jérôme Hantaï. Virgin Veritas
- 1997 : Jean-Marie Leclair: Sonates pour violon et basse continue, Livre IV / François Fernandez. Naïve
- 2002 : Pavana: The Virgin Harpsichord / Skip Sempé. Astrée
- 2003 : Marais: Pièces à deux et à trois violes / Jérôme Hantaï. Warner Classics
- 2003 : Georg Philipp Telemann: Essercizii Musici / Le Concert Français. Naïve
- 2005 : Bach: Sonates pour flûte / Marc Hantaï, Jérôme Hantaï. Warner Classics
- 2005 : Marais: Pièces de viole, vol. 2 / Jérôme Hantaï. Warner Classics
- 2006 : Bach: Suites pour orchestre nos. 1 & 4, Sonate pour violon et clavecin no. 4 / Le Concert Français. Mirare
- 2018 : Bach: Sonatas for flute and harpsichord / Marc Hantaï. Mirare